# Pfarrkirche Pilgersdorf

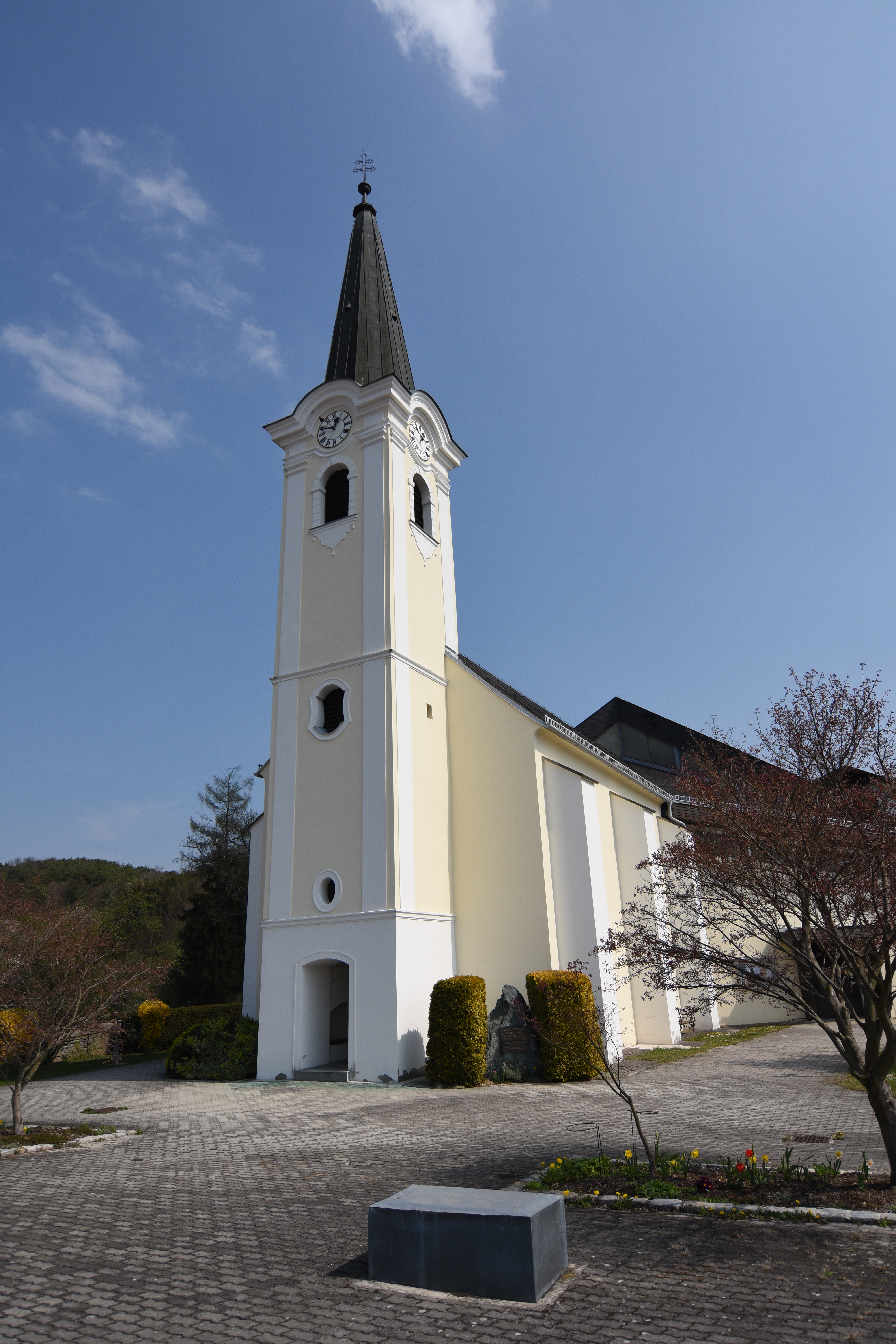
Kirche in Pilgersdorf

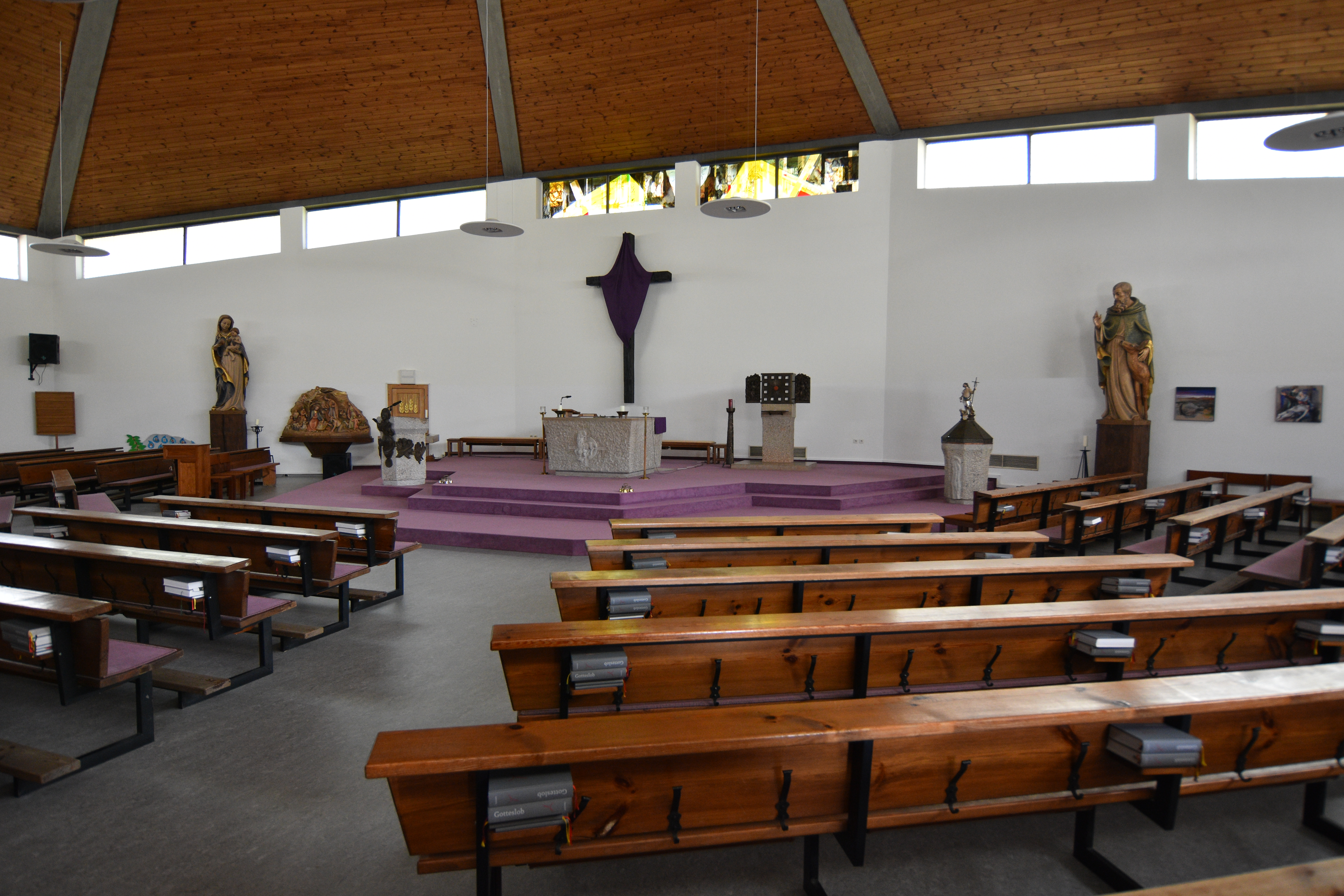
Der Innenraum der Kirche

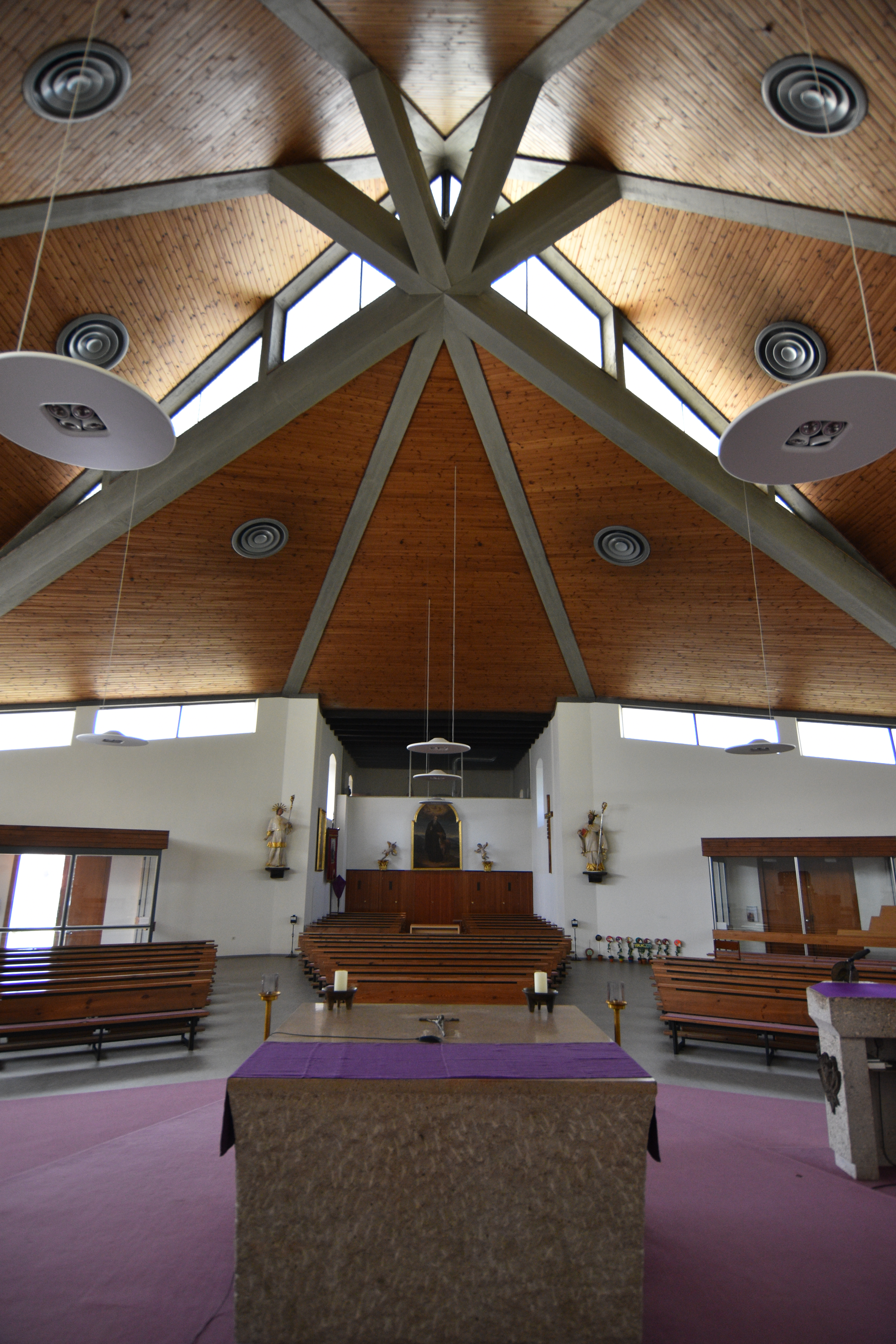
Der verbindende Raum der Kirche

Die römisch-katholische Pfarrkirche Pilgersdorf steht in der Ortsmitte der Gemeinde Pilgersdorf (ungarisch: Pergelin, kroatisch: Pilištrof) im Bezirk Oberpullendorf im Burgenland. Sie ist dem hl. Ägidius geweiht und gehört zum Dekanat Oberpullendorf.

## Geschichte
Bereits im Mittelalter bestand an dieser Stelle eine Pfarre. Zeitweise war sie evangelisch. Die heutige Pfarrkirche wurde 1649 errichtet. In den Jahren 1660 bis 1820 unterstand die Kirche dem Priorat der Augustiner-Eremiten von Lockenhaus.
1975 wurden westlich der heutigen Kirche, im Bereich der alten Schule, die Fundamente einer vorromanischen Kirche ausgegraben.

## Architektur und Ausstattung
Unter der Verwendung von Mauerwerk einer vorromanischen Kirche, in der südöstlichen Ecke der Kirche, wurde die Kirche 1783 ausgebaut. In den Jahren 1970 bis 1973 wurde die Kirche abermals, nach Plänen von Siegfried A. Mörth, restauriert und modern erweitert.
Die Kirche hat ein klassizistisches Schiff mit Strebepfeilern. Der dreigeschoßige Westturm ist im Kern aus dem Mittelalter. Anstelle des Sanctuariums befindet sich heute ein hoher und moderner Saalbau an dieser Stelle. Auch die alten Teile der Kirche sind im Stil der 1970er-Jahre adaptiert, unter anderem wurde ein Volksaltar installiert.
An der Ostwand hängt ein barockes Kruzifix, das aus der Kirche in Bubendorf stammt. Seitlich steht ein barocker Taufbrunnen. Die bemerkenswerten Holzfiguren des heiligen Thomas und des heiligen Augustinus stammen vom ehemaligen Hochaltar und stehen jetzt an der Westwand. Sie wurden 1972 restauriert. 
Die Orgel baute Anton Tausz aus Großpetersdorf am Ende des 19. Jahrhunderts.